# Jennings, Michigan
Jennings är en så kallad census-designated place i Missaukee County i Michigan. Vid 2020 års folkräkning hade Jennings 229 invånare.